# Boechera cobrensis
Boechera cobrensis är en korsblommig växtart som först beskrevs av Marcus Eugene Jones, och fick sitt nu gällande namn av Robert D. Dorn. Boechera cobrensis ingår i släktet indiantravar, och familjen korsblommiga växter. Inga underarter finns listade i Catalogue of Life.